# The Settlement (Isole Vergini Britanniche)
The Settlement è l'unico insediamento dell'isola di Anegada, sulle Isole Vergini Britanniche. Oltre al Government Administration Building ci sono anche una piccola clinica medica, un ufficio postale, un edificio della polizia, una biblioteca, alcuni ristoranti, alberghi e dei piccoli negozi. 